# Lampe de chevet

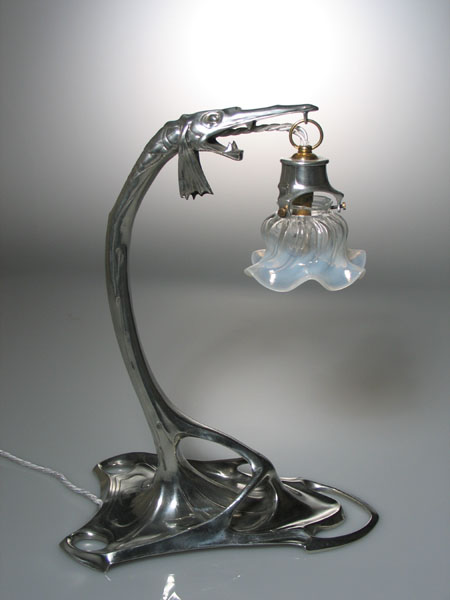
Lampe de chevet par Friedrich Adler (1900)

Une lampe de chevet est une lampe située près du lit, à hauteur de la tête, dans une chambre à coucher. Elle est soit accrochée au mur, soit posée sur une table de nuit. Elle sert à éclairer la personne qui est assise ou allongée, de façon à lui permettre par exemple de lire.

## Galerie

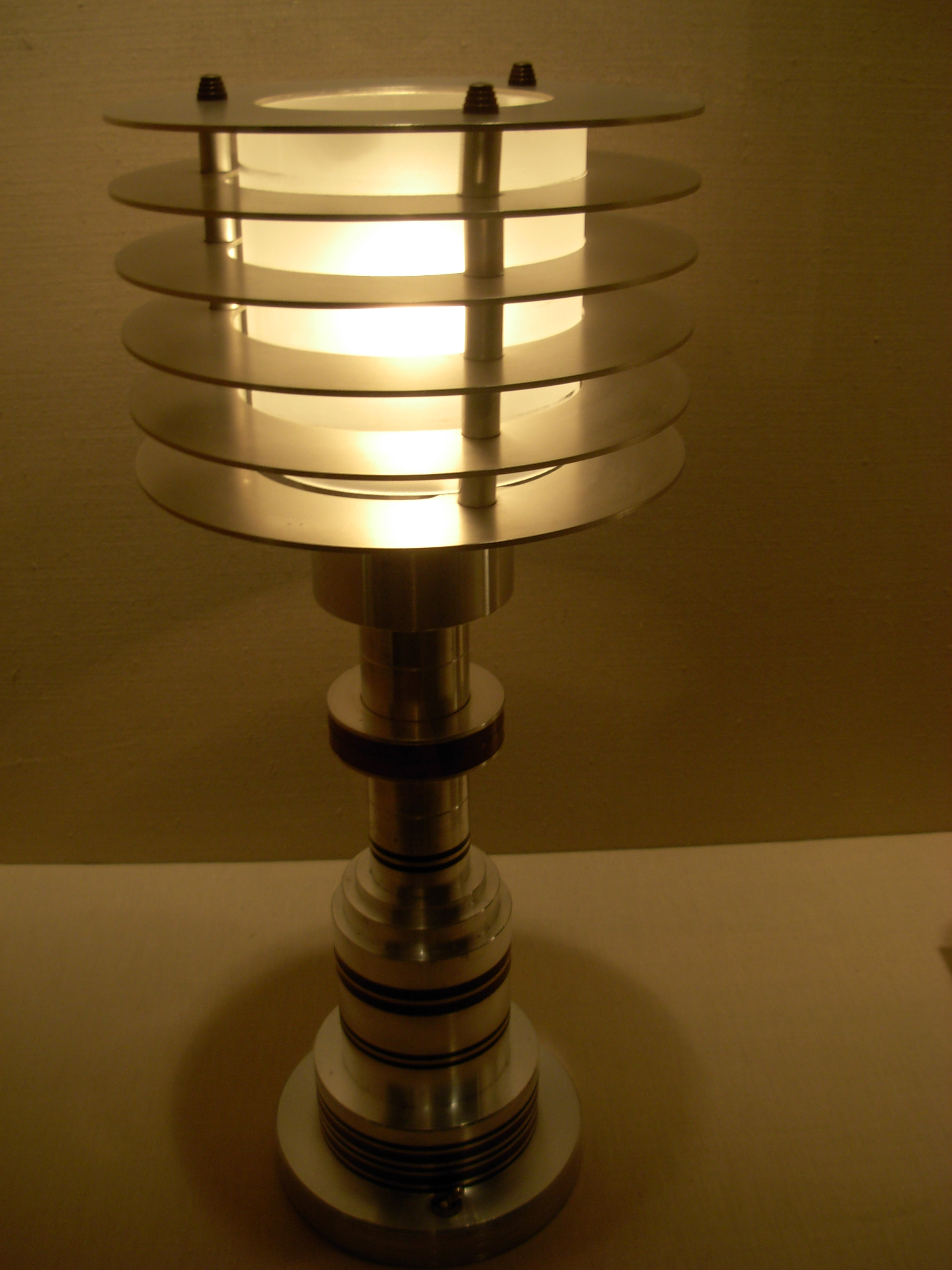
Pattyn Products Company, attribué au designer Walter von Nessen, Carnegie Museum of Art
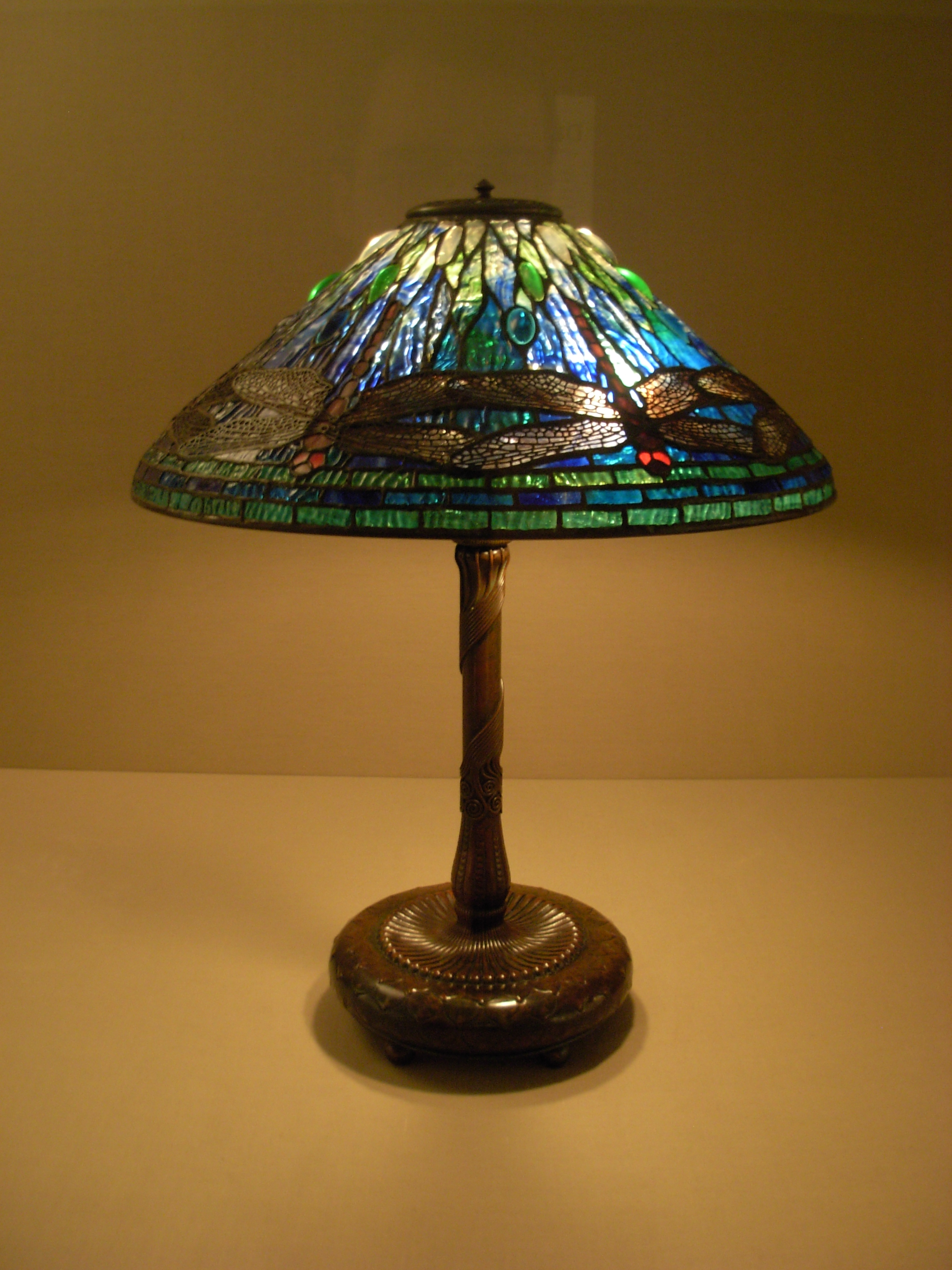
Tiffany Studios, Carnegie Museum of Art